# Vaso de papel

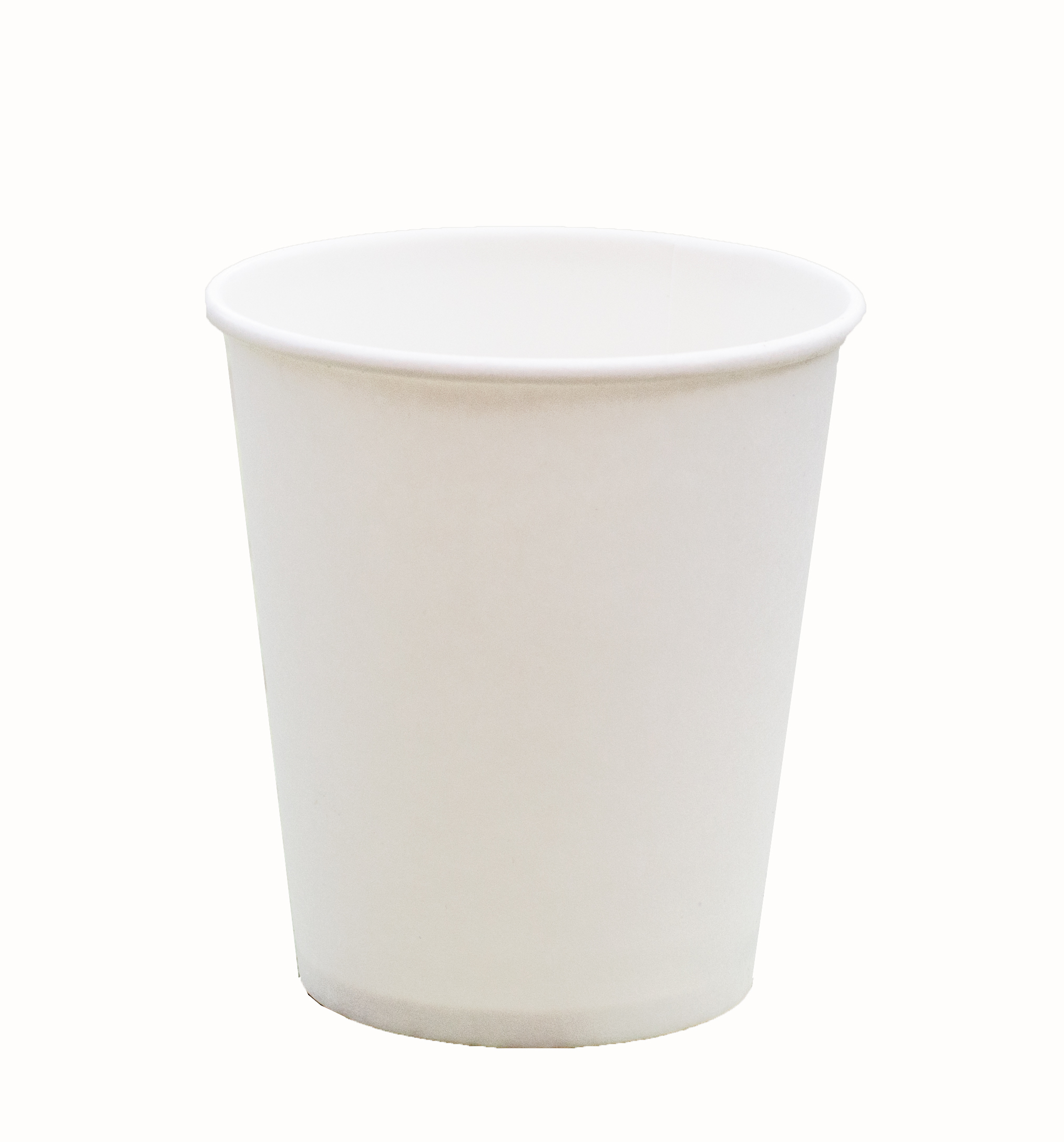
Vaso de papel sencillo

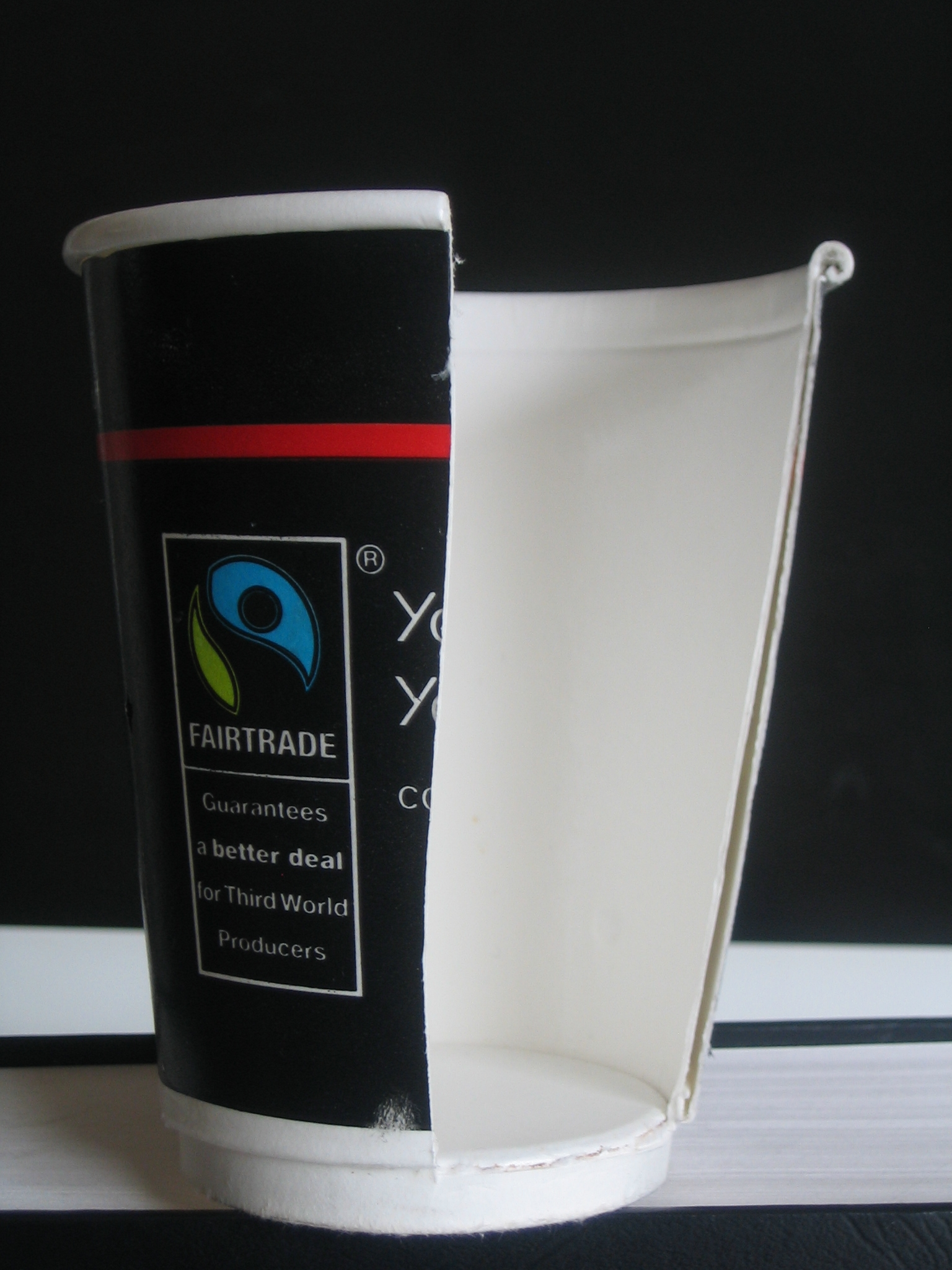
Vaso de papel aislado para bebidas calientes, recortado para mostrar la capa de aire

Un vaso de papel o de cartón es un tipo de vaso desechable fabricado en papel; suele estar recubierto con plástico o cera para impedir que el líquido se filtre o rezuma a través del papel. Puede estar hecho de papel reciclado y es ampliamente utilizado en todo el mundo.

## Historia
Se han documentado tazas de papel en la China imperial, donde se inventó el papel alrededor del siglo II a. C. Los vasos de papel se conocían como chih pei y se usaban para servir el té. Se hacían en diferentes tamaños y colores y se adornaban con patrones decorativos. La evidencia textual de vasos de papel aparece en una descripción de las posesiones de la familia Yu de la ciudad de Hangzhou.
El vaso de papel moderno se desarrolló el siglo XX. A principios del siglo XX, era común que las fuentes de agua, los grifos de las escuelas o los barriles de agua de los trenes incluyeran un vaso o cazo de uso público. Este uso público causó preocupaciones de salud pública. Una notable investigación sobre su uso fue el estudi de  Alvin Davison, profesor de biología en Lafayette College, publicado con el título sensacionalista de "Death in School Drinking Cups" ("La muerte en los vasos de las escuelas") en la revista Technical World Magazine en agosto de 1908, basado en una investigación llevada a cabo en las escuelas públicas de Easton, Pensilvania. El artículo fue reimpreso y distribuido por el Massachusetts State Board of Health (Junta Estatal de Salud de Massachusetts) en noviembre de 1909.
A partir de estas preocupaciones, y puesto que los vasos de papel se volvieron disponibles de modo económico (especialmente a partir de la invención en 1908 de la "dixie cup"), se prohibieron los vasos de uso público. Una de las primeras compañías de ferrocarril en utilizar vasos de papel fue el ferrocarril  de Lackawanna, que empezó a usarlos en 1909. Hacia 1917, el vaso público había desaparecido de los coches de tren, sustituido por vasos de papel incluso en jurisdicciones donde no se habían prohibido los vasos públicos.
También se usan vasos de papel en los hospitales por razones de higiene. En 1942, un estudio del Massachussetts State College (UMass) halló que el costo de utilizar vasos lavables, reutilizados después de esterilizarlos, era 1,6 veces el coste de emplear encontrada en uno estudia que el coste de utilizar vasos de papel de un solo uso.

## Fabricación

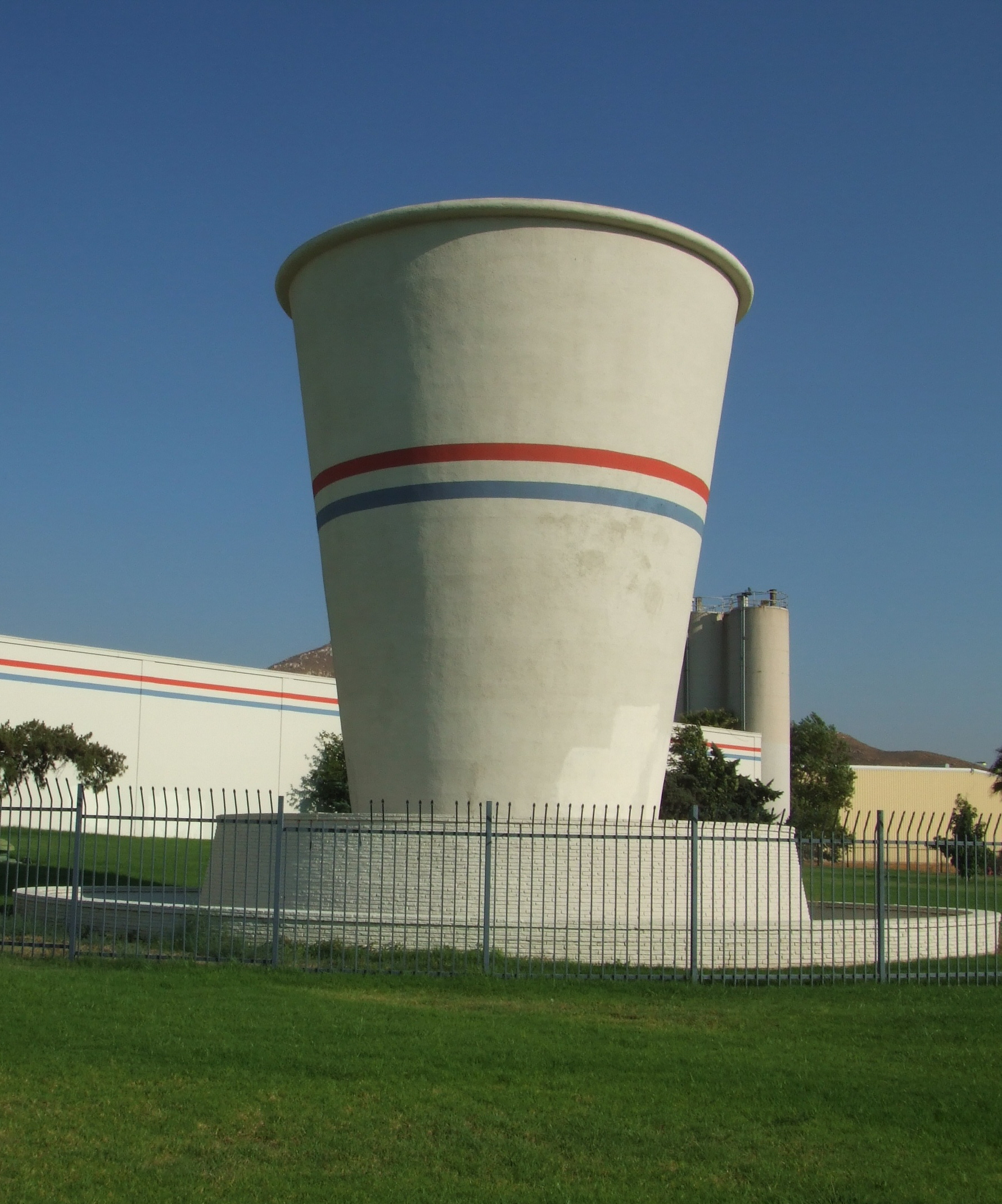
Gran vaso Dixie de hormigón frente a la antigua empresa de fabricación Lilie-Tulip en Riverside, California.

El papel de base para tazas de papel se llama en inglés «cup board» (cartón para vasos), y está fabricado en máquinas papeleras multicapa. Tiene un recubrimiento de barrera para impermeabilizarlo, necesita alta rigidez y resistencia en húmedo. Requiere un diseño especial para el proceso de fabricación del vaso. La formación del reborde del vaso necesita buenas propiedades de elongación del cartón y del recubrimiento plástico. Un reborde bien formado proporciona rigidez y facilidad de manipulación al vaso. Los gramajes base de los cartones para vasos están entre 170 y 350 gr/m2.
Para cumplir los requierimientos higiénicos, los vasos de papel se suelen fabricar a partir de materiales vírgenes (no reciclados). La única excepción es que la copa incluya una capa aislante extra para retener el calor, que nunca entra en contacto con la bebida, por ejemplo: una capa de cartón ondulado enrollada alrededor de un vaso de una sola capa.[cita requerida]

### Impermeabilización
Originalmente, los vasos de papel para bebidas calientes se impermeabilizaban depositando una pequeña cantidad de arcilla en el fondo, y haciendo girar después el vaso a alta velocidad, de modo que la arcilla subiera por las paredes del vaso, impermeabilizando el papel. Sin embargo, hacía que las bebidas supieran y olieran a cartón.[cita requerida] Los vasos para bebidas calientes no podían tratarse del mismo modo, pues se formaba condensación en el exterior y después iba pasando al cartón, haciendo el vaso inestable. Para evitarlo, los fabricantes de vasos de papel desarrollaron la técnica de rociar tanto el interior como el exterior de la copa con cera. Los vasos recubiertos con arcilla o cera desaparecieron con la invención de los vasos recubiertos con polietileno (PE). Este proceso cubre la superficie del cartón con una capa muy delgada de PE, impermeabilizando el cartón y soldando las juntas.
En 2017, un fabricante de cartón finlandés  lanzó una clase nueva de vaso (para uso  alimentario) que no usa cera ni plástico para impermeabilizarse, y que por tanto puede reciclarse como parte de la fracción de cartón y papel de los residuos, biodegradarse o incluso compostarse en pequeñas cantidades.